# DanceTelevision
DanceTelevision is een digitale commerciële televisiezender gericht op dance- en clubmuziek, die werd opgericht in 2011. Tot mei 2018 heette de zender DanceTrippin TV.
De programmering bestaat met name uit live-registraties van dancefeesten en uit interviews met bekende dj's uit de dancescene. DanceTelevision zendt uit in Nederland en Kroatië en wereldwijd op internet. De zender was van 2011 tot 2013 ook free-to-air via de Astra 3-satelliet te ontvangen.